# Distrito electoral local 1 de Sonora
El Distrito Electoral Local 1 de Sonora es uno de 21 distritos electorales del Congreso del Estado de Sonora; en los que se encuentra dividido el territorio del estado. Su cabecera distrital es la ciudad de San Luis Río Colorado.

## Municipio
- San Luis Río Colorado

## Diputados por el distrito
- LV Legislatura del estado
  - (1997-200) José Inés Palafox Núñez
- LVI Legislatura del estado
  - (2000-2003) Mario Alberto Guevara Rodríguez
- LVII Legislatura del estado
  - (2003-2006) Hector Ruben Espino Santana
- LVIII Legislatura del estado
  - (2006-2008) Florencio Díaz Armenta 
  - (2008-2009) Lina Acosta Cid
- LIX Legislatura del estado
  - (2009-2012) Leslie Pantoja Hernández
- LX Legislatura del estado
  - (2013-2015) José Everardo López Córdova
- LXI Legislatura del estado
  - (2015-2018) Lina Acosta Cid
- LXII Legislatura del estado
  - (2018-2021) Jesús Alonso Montes Piña
- LXIII Legislatura del estado
  - (2021-2024) Ricardo Lugo Moreno
- LXIV Legislatura del estado
  - (2024-) Juan Pablo Arenivar Martínez

## Resultados electorales

### 2016
|  | 42.7 % |

|  | 33.8 % |

|  | 1.55 % |

|  | 3.23 % |

|  | 0.81 % |

|  | 0.94 % |

|  | 1.85 % |

|  | 5.73 % |

|  | 4.17 % |

|  | 0.07 % |

|  | 4.29 % |

|  | 100.00 % |